# Gil Wielki
Gil Wielki (deutsch Groß Gehlfeld) ist ein Ort in der polnischen Woiwodschaft Ermland-Masuren. Er gehört zur Gmina Miłomłyn (Stadt-und-Land-Gemeinde Liebemühl) im Powiat Ostródzki (Kreis Osterode in Ostpreußen).

## Geographische Lage
Gil Wielki liegt zwischen dem Großen- und Kleinen Gehlsee (polnisch Jezioro Gil Wielki - Jezioro Gil Mały) im Westen der Woiwodschaft Ermland-Masuren, 16 Kilometer westlich der Kreisstadt Ostróda (deutsch Osterode in Ostpreußen).

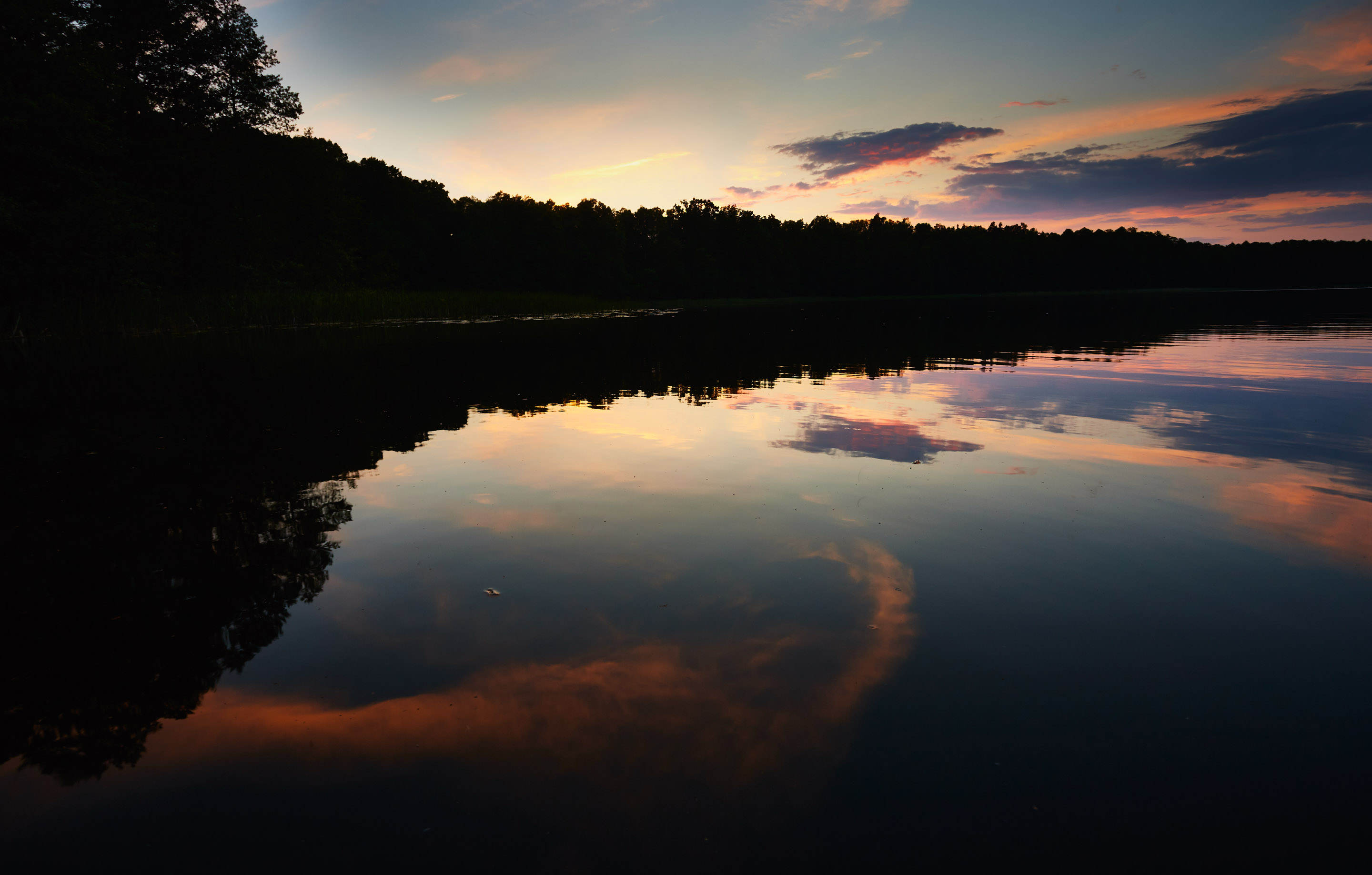
Abendstimmung am Jezioro Gil Wielki (Gr. Gehlsee) bei Kaletka (Kalittken/Kalitten)

## Geschichte
Groß Gehlfeld bestand ursprünglich nur aus einem kleinen Hof. Die Landgemeinde Groß Gehlfeld wurde 1874 in den Amtsbezirk Bieberswalde (polnisch Liwa) im Kreis Osterode in Ostpreußen eingegliedert, wurde aber bereits vor 1910 ein Wohnplatz innerhalb der Landgemeinde Klein Gehlfeld (polnisch Gil Mały).
In Kriegsfolge kam Groß Gehlefeld 1945 mit dem gesamten südlichen Ostpreußen zu Polen und erhielt die polnische Namensform „Gil Wielki“. Mit seinen drei dauerhaft gemeldeten Einwohnern gilt Gil Wielki als einer der kleinsten Orte in Polen, in dem nun auch nur zwei Gebäude stehen. Der Weiler (polnisch Osada) Gil Wielki ist eine Ortschaft innerhalb der Stadt-und-Land-Gemeinde Miłomłyn (Liebemühl) im Powiat Ostródzki (Kreis Osterode in Ostpreußen), bis 1998 der Woiwodschaft Olsztyn, seither der Woiwodschaft Ermland-Masuren zugehörig.

## Kirche
Bis 1945 war Groß Gehlfeld in die evangelische Pfarrkirche Liebemühl in der Kirchenprovinz Ostpreußen der Kirche der Altpreußischen Union, außerdem in die römisch-katholische Kirche Osterode i. Ostpr. (polnisch Ostróda) eingegliedert. Heute gehört Gil Wielki evangelischerseits zur Kirche Ostróda in der Diözese Masuren der Evangelisch-Augsburgischen Kirche, katholischerseits zur Pfarrei Liwa (Bieberswalde) im Bistum Elbląg (Elbing).

## Verkehr
Gil Wielki ist auf einer Nebenstraße zu erreichen, die von Zalewo (Bogunschöwen, 1938 bis 1945 Ilgenhöh) über Gil Mały (Klein Gehlfeld) und Ostrów Wielki (Groß Werder) nach Kaletka (Kalittken, 1938 bis 1945 Kalitten) führt. Eine Anbindung an den Bahnverkehr besteht nicht.